# Elizabeth Álvarez
Elizabeth Álvarez Ronquillo, née le 30 août 1977 à Ciudad Juárez, est une actrice mexicaine.

## Biographie
Elizabeth Álvarez est née dans la ville de Juárez, Chihuahua et étudie au Centre d'Éducation Artístique (CEA) de Televisa.
Elle débute au cinéma dans le long métrage Sexos prósperos, aux côtés de Diana Bracho, Carmen Salinas, Consuelo Duval et Alberto Estrella, entre autres, dirigée par Marta Luna, qui débute aussi à cette occasion.
En 2002, elle participe à la production de Emilio Larrosa, la telenovela Las Vías del Amor en interprétant «Sonia», une antagoniste irresponsable qui ne mesure pas les conséquences de ses actes. Grâce à ce rôle, l'actrice reçoit beaucoup d'autres propositions et gagne la reconnaissance du public.
Ensuite on la voit dans la telenovela Velo de novia, de Juan Osorio aux côtés de Héctor Suárez. 
En mars 2004, elle participe à la troisième saison de l'émission de téléréalité Big Brother VIP d'où elle est la troisième à être sortie.
En 2006, elle partage la vedette dans la telenovela La fea más bella en compagnie d'Angélica Vale, de Jaime Camil et de Paty Navidad, dans le rôle de la frivole "Marcia Villaroel", une antagoniste comique et en même temps une protagoniste qui gagne la faveur du public. Pour son interprétation Elizabeth gagne l'Award de meilleure actrice de rde l'équipe artistique en 2007.
Au début de 2008 elle met fin à sa relation de 4 ans avec l'acteur Carlos de la Mota avec qui elle a joué dans Las vías del amor, La fea más bella et des années plus tard dans Corazón indomable.
En 2008, elle obtient son premier rôle principal dans la telenovela Fuego en la sangre, de Salvador Mejía aux côtés des acteurs : Adela Noriega, Eduardo Yáñez, Nora Salinas, Pablo Montero et Jorge Salinas.
Durant l'enregistrement de Las vías del amor circule la rumeur d'une relation avec Jorge Salinas qu'ils démentent. Le 15 octobre 2011 ils se marient dans l'Ex-Hacienda San Agustín où a été filmée une partie de la telenovela Fuego en la sangre.
En 2011, elle obtient son second rôle de protagoniste dans la telenovela Amorcito Corazón, production de Lucero Suárez où elle a travaillé aux côtés de Diego Olivera, de Fabiola Campomanes, d'África Zavala et de Daniel Arenas.
En 2013, la productrice Nathalie Lartilleux lui donne l'oportunité d'être l'antagoniste ptoncipale de l'adaptation de Marimar, la telenovela Corazón indomable, où elle incarne "Lucía Bravo". Elle fait partie de l'équipe artistique avec Ana Brenda, Daniel Arenas, Carlos Cámara Jr. et René Strickler.
Mi 2015, elle annonce qu'elle attend des jumeaux.
Le 2 décembre 2015, elle annonce la naissance de ses jumeaux à El Paso, Texas. Deux mois plus tard, elle révèle leurs noms et les premières photos avec son époux.

## Filmographie

### Telenovelas
- 2002 - 2003 : Las vías del amor (Televisa) : Sonia 'Francis' Vásquez Solís
- 2005 : Contra viento y marea (Televisa) : Minerva de Lizárraga
- 2006 - 2007 : La fea más bella (Televisa) : Marcia Villarroel
- 2008 : Fuego en la sangre (Televisa) : Ximena Elizondo Acevedo
- 2009 : Sortilegio (Televisa):  Irene
- 2011 - 2012  : Amorcito corazón (Televisa) : Isabel Cordero
- 2013 : Corazón indomable (Televisa) : Lucia Bravo de Narváez
- 2022 : La herencia (Televisa): Déborah Portillo Peralta

### Films
- 2004 : La Vulka